# Suvorovskolor

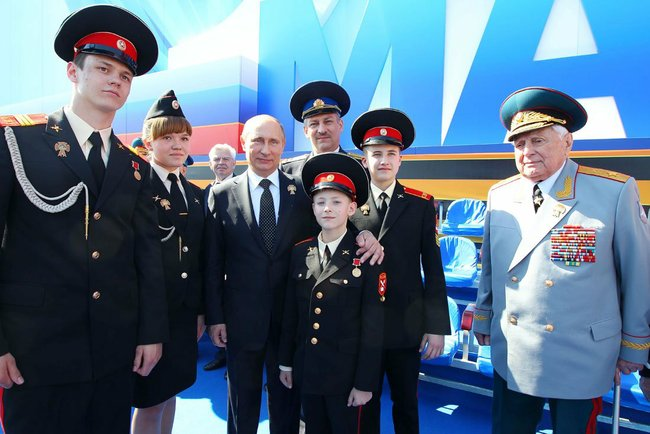
Suvorovkadetter med president Putin på segerdagen 2013.

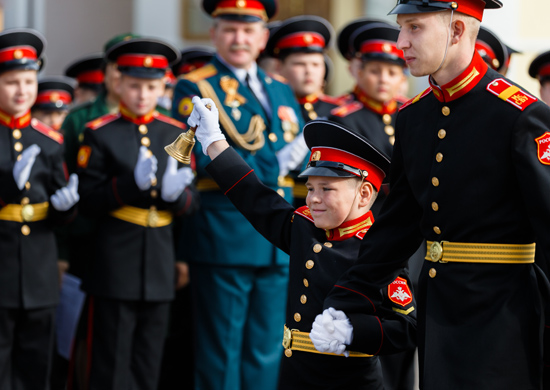
Terminen börjar den 1 september 2015 vid Moskvas sukorov-militärskola

Militära suvorovskolor (MSS) (Суворовское военное училище) är i den Ryska federationen militära internatskolor för ungdomar. De ger eleverna gymnasiekompetens och förbereder dem för vidare studier vid Rysslands militärhögskolor. Skolorna är uppkallade efter den ryske generalfältmarskalken Alexander Suvorov. Eleverna kallas suvorovkadetter (суворовцами).

## Historik
Suvorov-militärskolorna tillkom 1943 under det Stora fosterländska kriget på förslag av general Alexej Ignatiev.

## Försvarsministeriets suvorovskolor
Försvarsministeriets suvorov-militärskolor förbereder för studier vid försvarsministeriets militärhögskolor.

### Sukorov-militärskolor 2018

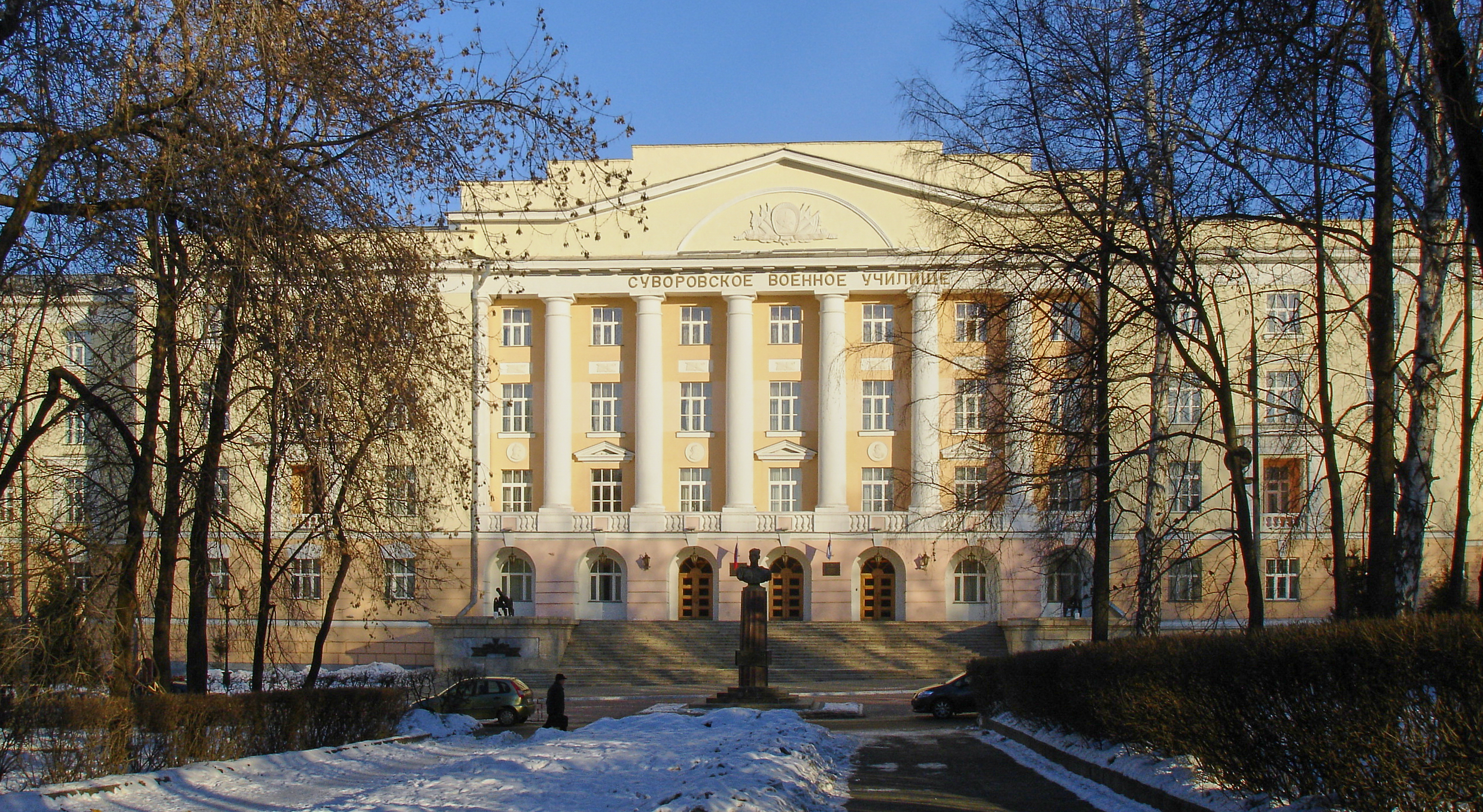
Huvudbyggnaden vid Jekterinburgs sukorov-militärskola

| Namn                      | Ort              | Grundad     |
| ------------------------- | ---------------- | ----------- |
| Jekaterinburgs MSS        | Jekaterinburg    | 1943        |
| Kazans MSS                | Kazan            | 1944        |
| Moskvas MSS               | Moskva           | 1944        |
| Moskvas militärmusikskola | Moskva           | (1937) 1956 |
| Nordkaukasus MSS          | Vladikavkaz      | 1943        |
| Perms MSS                 | Perm             | 2014        |
| Sankt Petersburgs MSS     | Sankt Petersburg | 1955        |
| Tula MSS                  | Tula             | 2016        |
| Tvers MSS                 | Tver             | 1943        |
| Uljanovsk Gardes-MSS      | Uljanovsk        | 1991        |
| Ussurijsk MSS             | Ussurijsk        | 1943        |

### Antagning

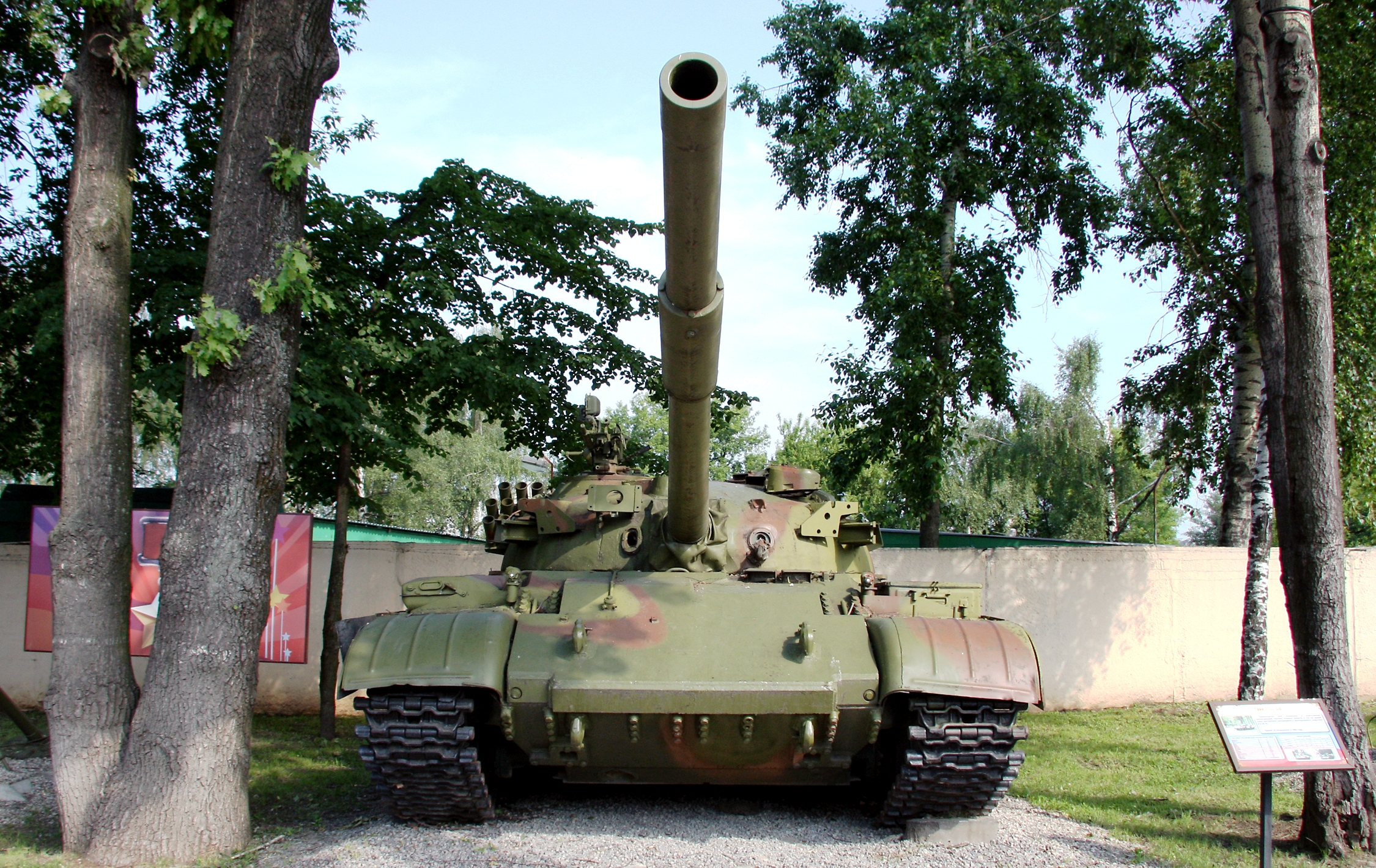
T-62D i parken vid Moskvas sukorov-militärskola

Antagning till en Suvorovskola kräver godkänd antagningsexamen. Berättigade att avlägga denna examen är följande kategorier:
- Söner till tjänstgörande ryska militärpersoner samt söner till civilanställda i Rysslands militär såvida de tjänstgjort i minst fem år.
- Söner till före detta militärpersoner vilka tjänstgjort minst 20 år i Rysslands militär.
- Söner till militärpersoner vilka dött i tjänsten eller dött till följd av skador de ådragit sig i tjänsten.
- Söner till Sovjetunionens hjältar, Ryska federationens hjältar samt fullständiga riddare av Ärans orden.
- Föräldralösa och övergivna pojkar.

Källa:

### Undervisning

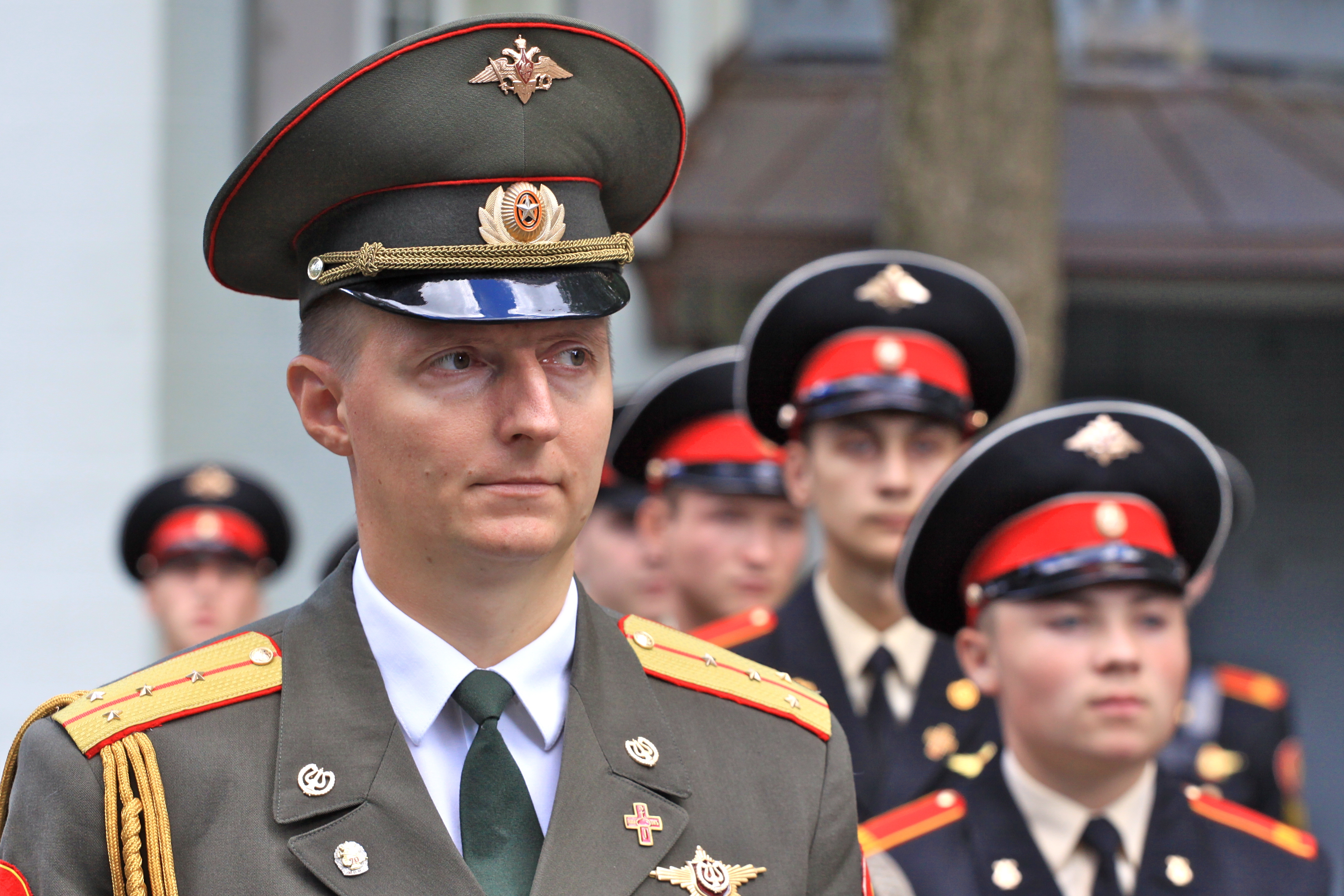
Lärare och suvorovkadetter vid Moskvas militärmusikskola.

Läroplanen är fastställd av försvarsministeriets utbildningsavdelning. Kvalitetskontroll sker enligt det regelverk som fastställts av den Ryska federationens undervisningsministerium.
- Grundskoleundervisning ges i årskurserna 5-9.
- Gymnasieundervisning ges i årskurserna 10-11.

Källa:

## Inrikesministeriets suvorovskolor
Inrikesministeriets sukorov-militärskolor förbereder för studier vid de högskolor och militärhögskolor som lyder under inrikesministeriet.

### Suvorov-militärskolor MVD 2010

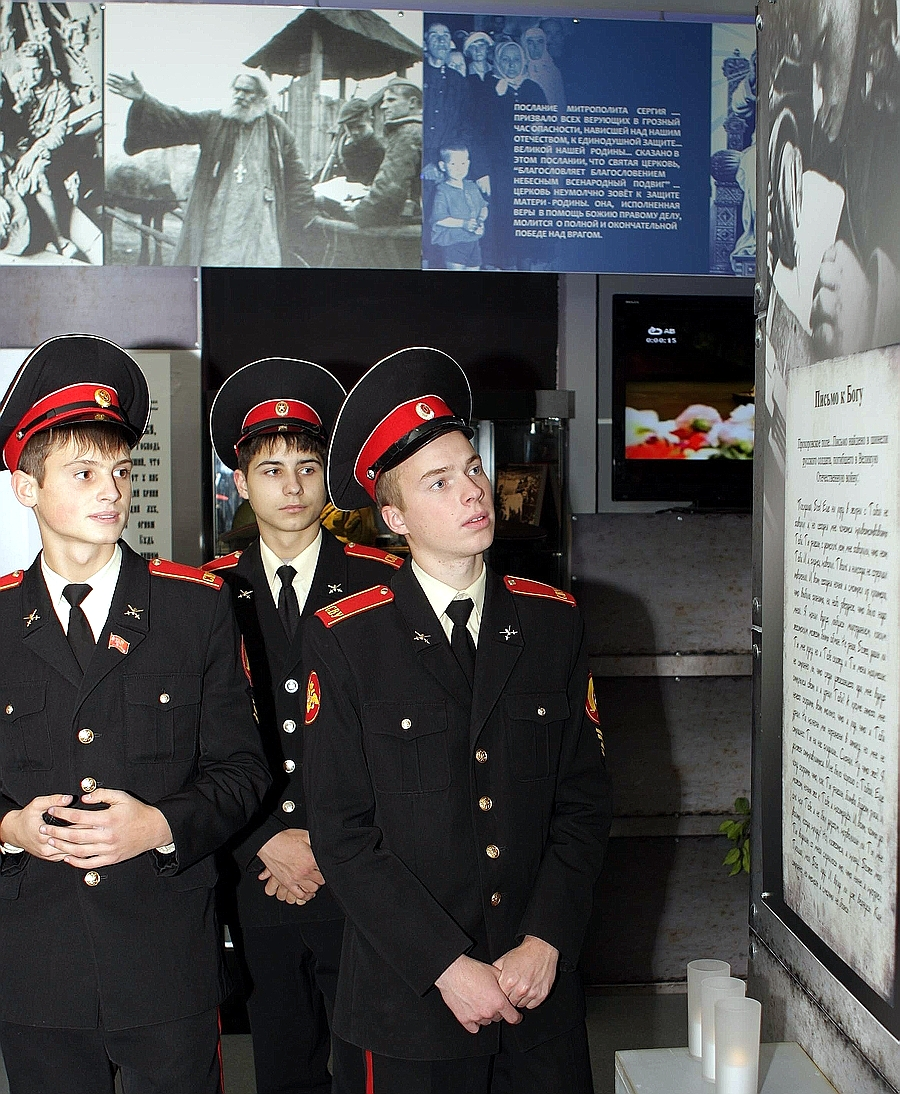
Suvorovkadetter på studiebesök vid en teknisk högskola.

| Namn                      | Ort              | Grundad |
| ------------------------- | ---------------- | ------- |
| Astrachan MSS MVD         | Astrachan        | 2009    |
| Chitinsks MSS MVD         | Chitinsk         | 2009    |
| Groznyjs MSS MVD          | Groznyj          | 2008    |
| Jelabugas MSS MVD         | Jelabuga         | 2009    |
| Novotjerkassks MSS MVD    | Novotjerkassk    | 1991    |
| Sankt Petersburgs MSS MVD | Sankt Petersburg | 2002    |

### Antagning
Antagning sker genom en antagningsexamen. Företräde vid antagning har:
- Föräldralösa och övergivna barn.
- Barn till Sovjetunionens hjältar, Ryska federationens hjältar samt fullständiga riddare av Ärans orden.
- Barn till poliser och annan personal vid inrikes- och justitieväsendet vilka dött i tjänsten eller dött till följd av skador de ådragit sig i tjänsten.

Källa:

### Undervisning
- Grundskoleundervisning ges i årskurs 9.
- Gymnasieundervisning ges i årskurs 10-11.

Källa:

## Villkor
Undervisningen är avgiftsfri. Suvorovkadetterna får fri mat och fritt husrum. De får också en månadspeng av skolan.

## Tjänstgöringsgrader

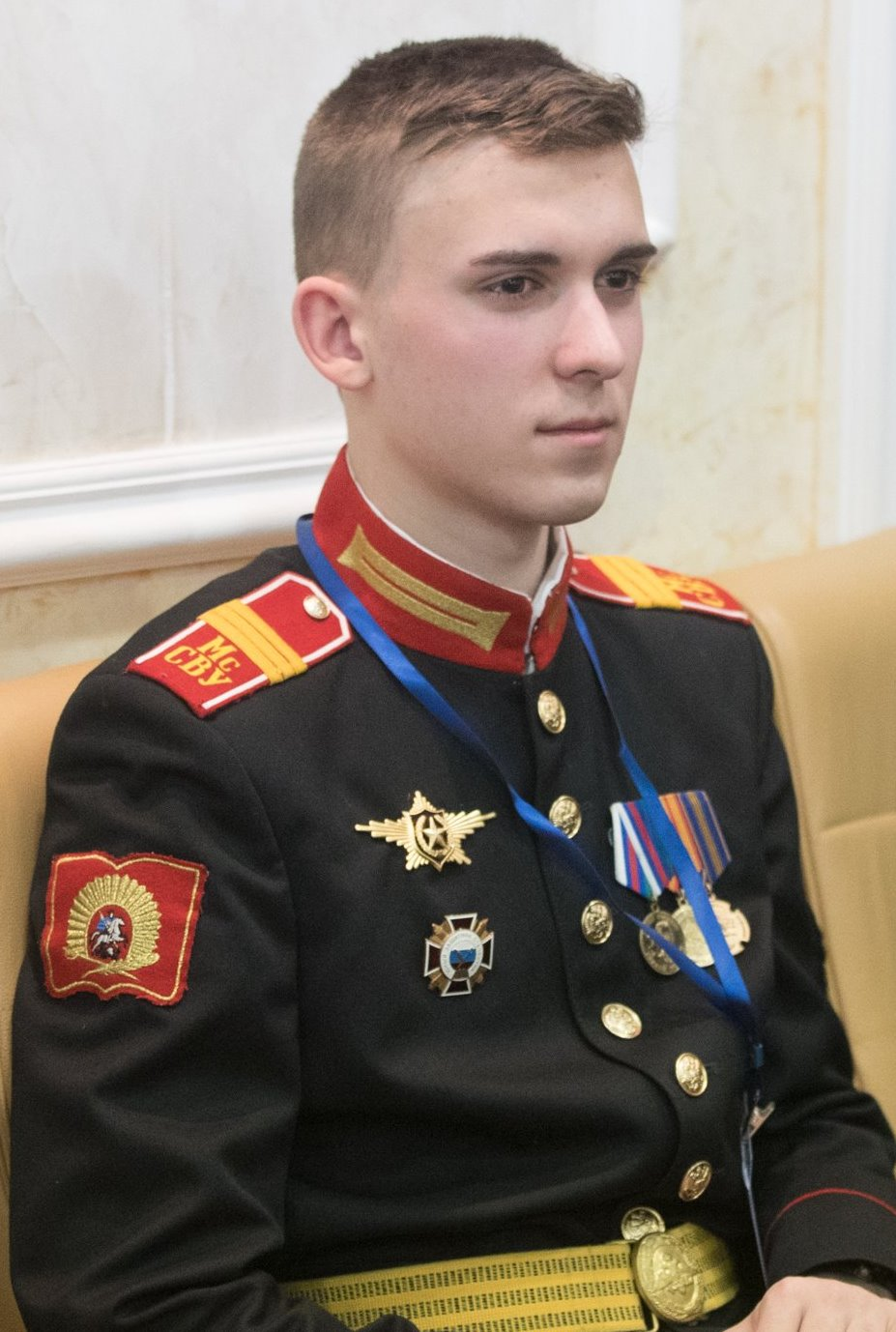
Äldre vicesergeant 2018.

- суворовец = Suvorovkadett
- вице-сержант = Vicesergeant
- старший вице-сержант = Äldre vicesergeant

Källa: